# Assenois (Vaux-sur-Sûre)
Assenois is een dorp in de Belgische provincie Luxemburg dat deel uitmaakt van Hompré, zelf een deelgemeente van de gemeente Vaux-sur-Sûre. Het dorp ligt enkele kilometers ten zuiden van Bastenaken nabij de autosnelweg E25/A26 en telt 225 inwoners (15 februari 2008).

## Geschiedenis
De parochie Assenois werd gesticht in de vroege middeleeuwen en is toegewijd aan Sint-Martinus. Tijdens het ancien régime was Assenois een heerlijkheid binnen de proosdij Bastenaken. Het geslacht d'Assenois had de heerlijkheid in handen tot in 1672. Daarna kwam Assenois nog in handen van verscheidene andere heren. Bij het ontstaan van de gemeenten in 1795 werd Assenois een zelfstandige gemeente. Het dorp telde op dat ogenblik zowat 100 inwoners.
In 1823 werd de gemeente Assenois opgeheven en samen met Remichampagne en Remoiville bij Hompré gevoegd. Op dat ogenblik telde Assenois 127 inwoners.
Tijdens de Slag om de Ardennen slaagde generaal Patton erin om de Duitse omsingeling rond Bastenaken te doorbreken in de buurt van Assenois. Hierdoor ontstond de corridor van Assenois, die gebruikt werd door de ziekenwagens om de gewonden uit de stad weg te halen en naar veldhospitalen te brengen.

## Bezienswaardigheden
- Sint-Martinuskerk. De dorpskerk dateert van 1885. Ze leed schade tijdens de Slag om de Ardennen tijdens de Tweede Wereldoorlog. In 1961 werd de kerk gerestaureerd waarbij de schade hersteld werd.

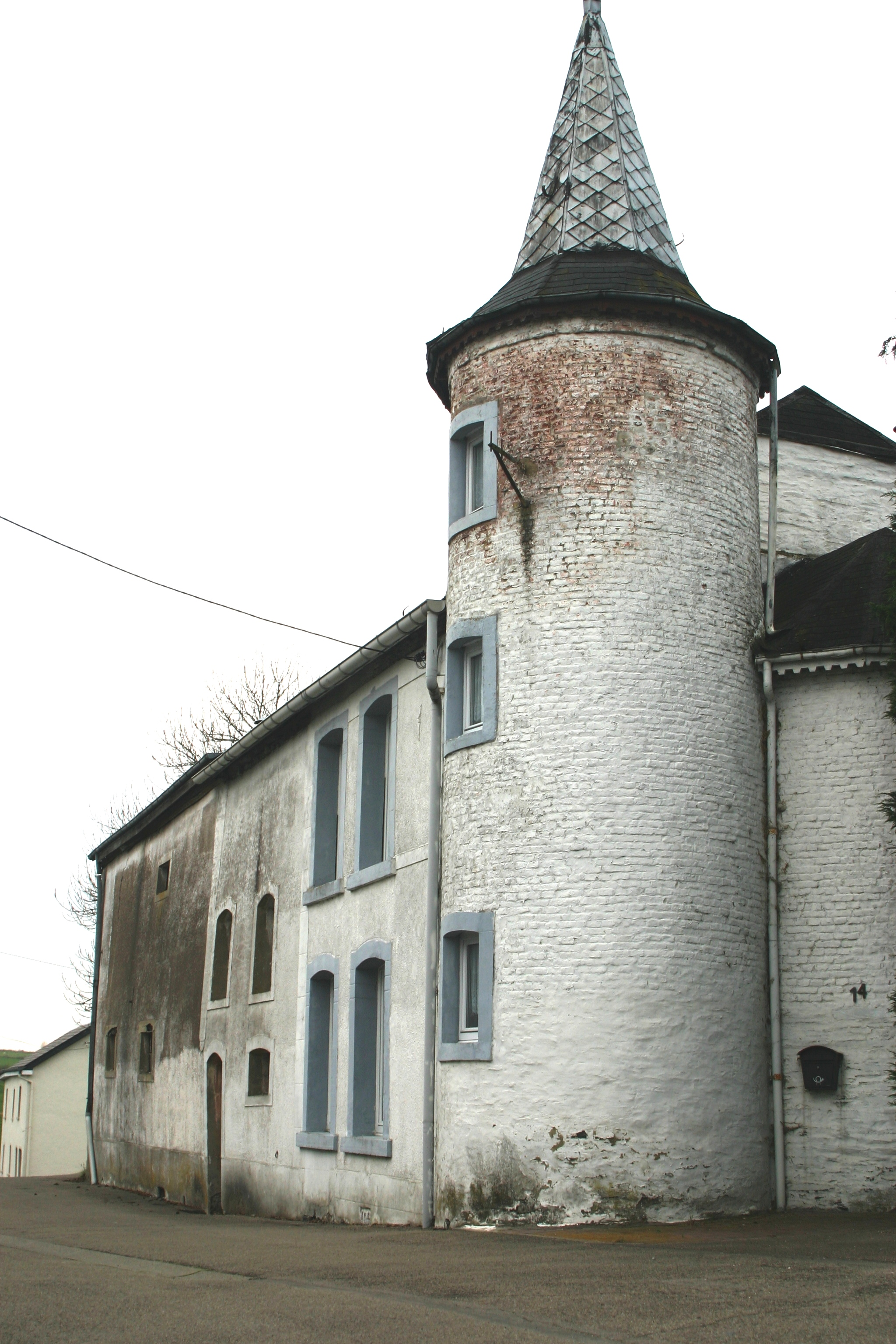
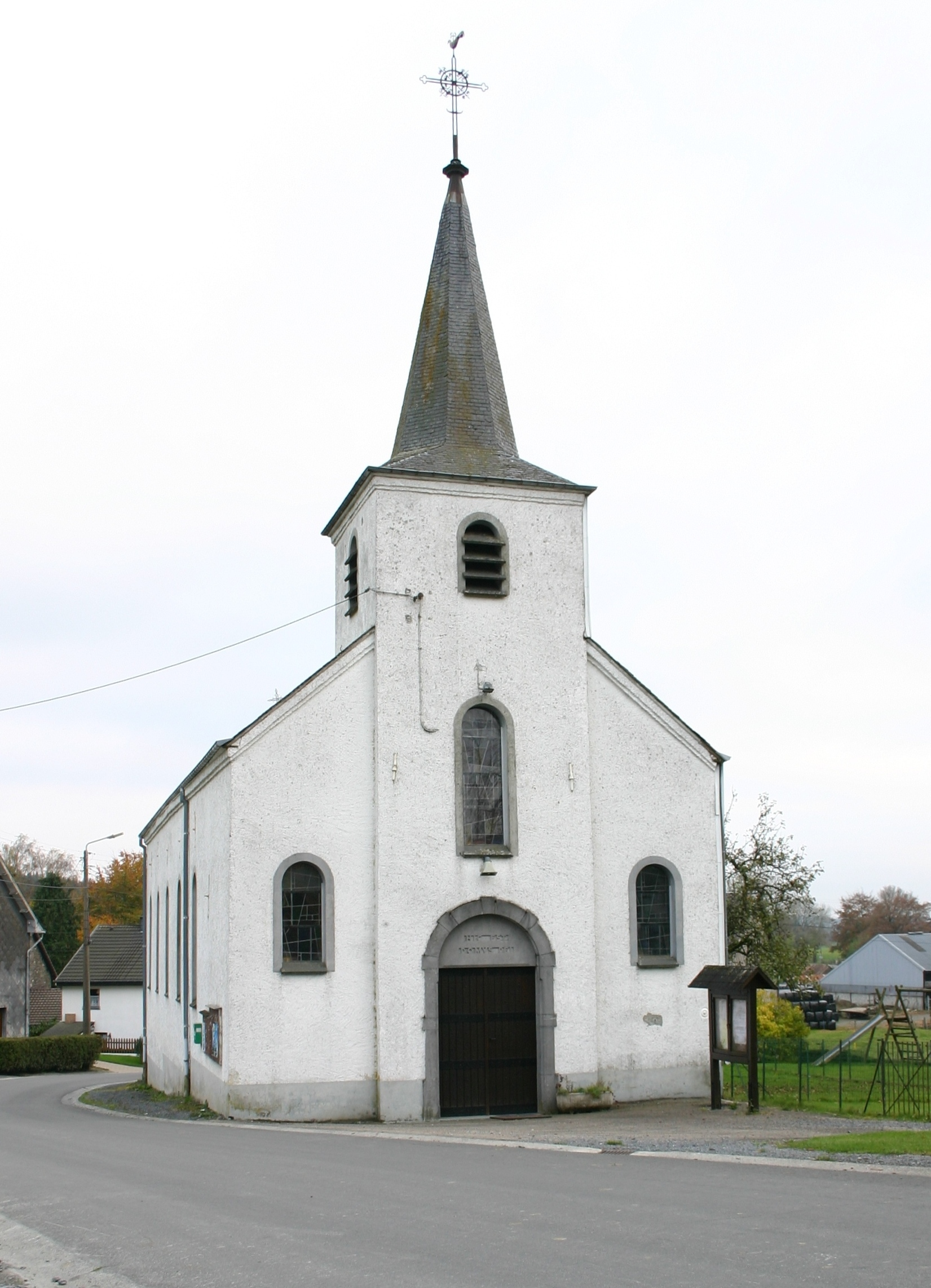

- Kasteel van Assenois

Deelgemeenten: Hompré · Juseret · Morhet · Nives · Sibret · Vaux-lez-Rosières

Overige dorpen en gehuchten: Assenois · Belleau · Bercheux · Chaumont · Chenogne · Clochimont · Cobreville · Grandru · Jodenville · La Barrière · Lavaselle · Lescheret · Mande-Sainte-Marie · Morhet-Station · Poisson-Moulin · Remichampagne · Remience · Remoiville · Rosières · Salvacourt · Sûre · Villeroux 

Belgische gemeenten · Arrondissement Neufchâteau · Luxemburg · Wallonië